# Família Astrid
La família Astrid és una petita família d'asteroides situada en el cinturó principal. La família va rebre el nom del primer asteroide que va ser classificat en aquest grup, el (1128) Astrid. Pel que sembla, aquesta família es va formar a partir d'una forma més compacta sota l'efecte Iarkovski.
El nombre estimat de membres d'aquesta família és de 389 asteroides. Alguns membres d'aquesta família són:
| Nom             | Diàmetre | Semieix major | Inclinació orbital | Excentricitat orbital | Descobriment |
| --------------- | -------- | ------------- | ------------------ | --------------------- | ------------ |
| (1128) Astrid   | 34,69 km | 2,790 UA      | 1,016 °            | 0,044                 | 1929         |
| (2169) Taiwan   | 16,81 km | 2,788 UA      | 1,529 °            | 0,049                 | 1964         |
| (2852) Declercq | ?        | 2,786 UA      | 1,702 °            | 0,085                 | 1981         |